# Centre-Val de Loire
Centre-Val de Loire [sɑ̃tʁəvaldəˈlwaːʁ] (deutsch sinngemäß „Zentrum-Loiretal“) ist eine Region in der Mitte Frankreichs, die aus den Départements Cher, Eure-et-Loir, Indre-et-Loire, Loir-et-Cher, Indre und Loiret besteht. Sie hat eine Fläche von 39.151 km² und 2.581.597 Einwohner (Stand 1. Januar 2022). Hauptstadt der Region ist Orléans.
Bis zum 16. Januar 2015 hieß die Region nur Centre.

## Geographie
Die Region liegt südlich von Paris, zentral in der nördlichen Hälfte Frankreichs, und grenzt im Norden an die Regionen Île-de-France und Normandie, im Westen an Pays de la Loire, im Südwesten an Nouvelle-Aquitaine, im Süden an Auvergne-Rhône-Alpes und im Osten an Bourgogne-Franche-Comté. Die Hauptstadt Orléans liegt im Nordosten der Region. Weitere bedeutende Städte sind Tours, Amboise und Blois. Die Region wird von der Loire durchflossen, die aus Richtung Süden kommend bei Orléans ihre Richtung ändert und weiter durch Tours in Richtung Westen fließt.

## Wappen
Blasonierung: In Blau drei (2;1) goldene Lilien unter einem weißen durchgehenden Turnierkragen von einem zwölffach weiß-rot gestückten Bord umgeben.

## Geschichte

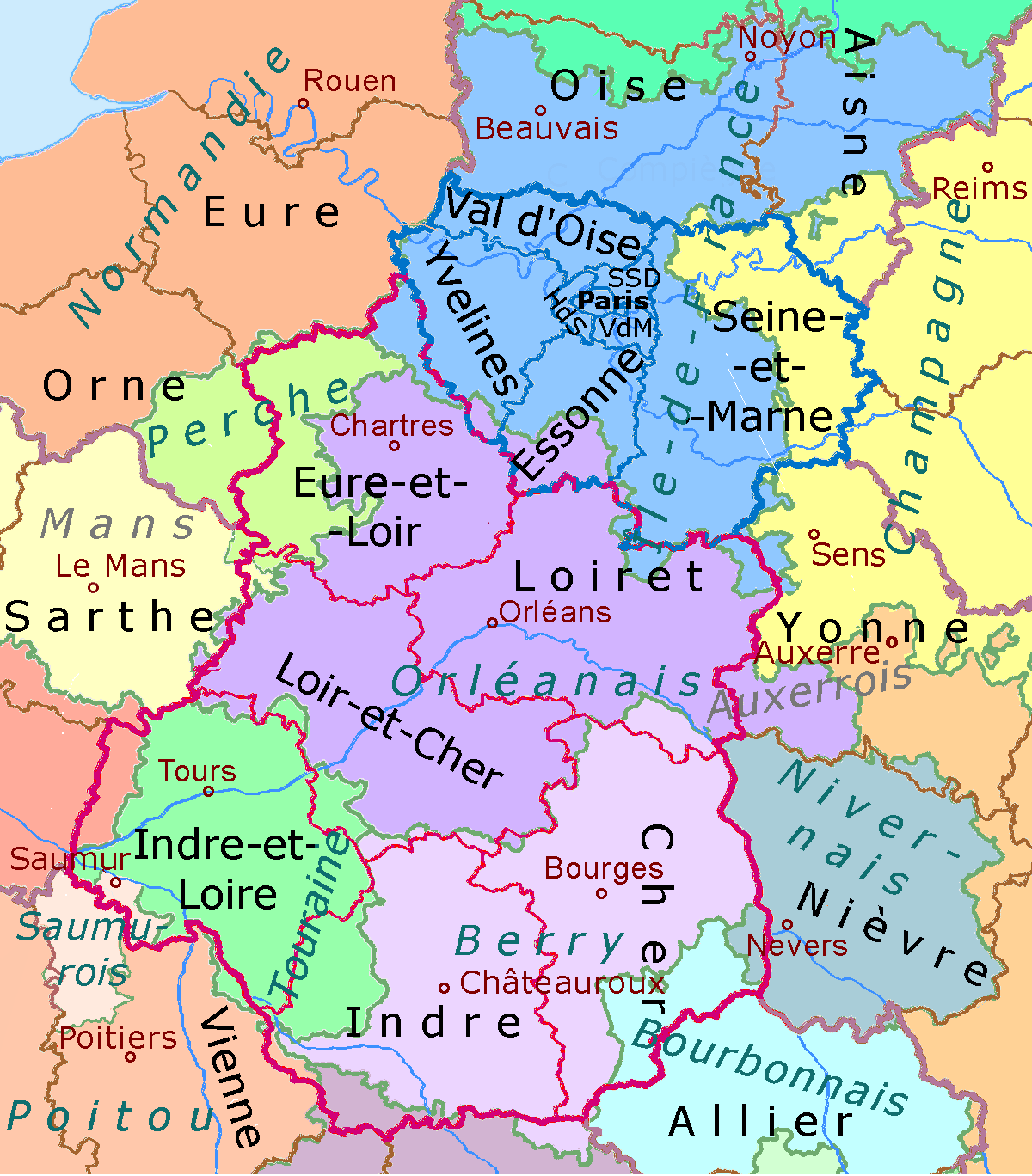
Die Regionen Centre-Val de Loire (Grenze lila, Dépatrenemts rot) und Île-de-France (Grenzen blau) vor dem Hintergrund der Provinzen des Ancien Régime

Die Region umfasst ungefähr die historischen Landschaften Orléanais, Berry und Touraine. Die französischen Könige waren schon ab dem 11. Jahrhundert Eigentümer von Berry. Auch die Touraine war ab 1205 königliches Eigentum. Die Hauptstadt Orléans wird bis heute mit Jeanne d’Arc, der „Jungfrau von Orléans“, in Verbindung gebracht. Das Orléanais war im Hundertjährigen Krieg letzte Bastion der Franzosen gegen die Engländer.
Die Region selbst wurde 1956 gebildet, als die Einteilung Frankreichs in Programmregionen erfolgte. 1972 erhielt sie den Status eines Établissement public unter Leitung eines Regionalpräfekten. Durch die Dezentralisierungsgesetze von 1982 erhielten die Regionen den Status von collectivités territoriales (Gebietskörperschaften), wie ihn bis dahin nur die Gemeinden und die Départements besessen hatten. 1986 wurde der Regionalrat der Region erstmals in Direktwahl gewählt. Seitdem wurden die Befugnisse der Region gegenüber der Zentralregierung in Paris schrittweise erweitert. Im Jahr 2000 wurde die durch die Region fließende Loire zwischen den Städten Sully-sur-Loire und Chalonnes wegen der dort zahlreichen Schlösser zum Weltkulturerbe der UNESCO erklärt.
Kontroverse Identität
Die Historie der Region Centre-Val de Loire ist geprägt von einer problematischen Identität, die aus den verschiedenen historischen Provinzen (Berry – Orléanais – Touraine) herrührt. Zunächst ergaben sich Differenzen wegen der Wahl der Hauptstadt, anschließend wegen der Namenswahl.
Als Hauptstadt wurde 1964 Orléans ausgewählt, obwohl Tours bevölkerungsreicher war. Hintergrund war die Rivalität zwischen Jean Royer, Bürgermeister von Tours, und Michel Debré, Bürgermeister von Amboise; der zuletzt Genannte setzte sich für Orléans ein. Dieser Vorfall begründete Spannungen zwischen diesen beiden Städten.
1956 wurde vom Innenministerium der Name Région Centre ausgewählt, was Diskussionen verursachte, da dieser Name keine Identifizierung ermöglichte. Auch wenn Centre weder die eine noch die andere historische Provinz bevorzugte, so war der Grund für die Namensgebung eher undurchsichtig, da die Region nicht im Zentrum Frankreichs liegt. 1990 wurde vom Regionalrat der Versuch unternommen, einen für In- und Ausland aussagekräftigeren Namen zu finden. Es wurden vier Vorschläge gemacht: Val de France („Tal Frankreichs“), Val de Loire („Loiretal“), Cœur de France („Herz Frankreichs“) und Centre-Val-de-Loire („Zentrum-Loiretal“). Im Herbst 1994 entschieden sich die Abgeordneten für Centre-Val-de-Loire. Jedoch erforderte das Gesetz bei einer Namensänderung einer Region die Zustimmung aller anderen Regionen. Der Präsident der Région Pays de la Loire verweigerte diese wegen der Verwendung des Namens der Loire, wodurch die Namensänderung nicht zustande kam. Erst mit der Reform der Regionen 2015 wurde die Region offiziell in Centre-Val de Loire umbenannt.

## Städte
Die bevölkerungsreichsten Städte der Region Centre-Val de Loire sind:
| Stadt              | Einwohner (Jahr) | Département    |
| ------------------ | ---------------- | -------------- |
| Tours              | 138.668 (2022)   | Indre-et-Loire |
| Orléans            | 116.344 (2022)   | Loiret         |
| Bourges            | 64.238 (2022)    | Cher           |
| Blois              | 47.092 (2022)    | Loir-et-Cher   |
| Châteauroux        | 43.079 (2022)    | Indre          |
| Joué-lès-Tours     | 38.432 (2022)    | Indre-et-Loire |
| Chartres           | 37.990 (2022)    | Eure-et-Loir   |
| Dreux              | 31.205 (2022)    | Eure-et-Loir   |
| Vierzon            | 25.254 (2022)    | Cher           |
| Fleury-les-Aubrais | 21.664 (2022)    | Loiret         |

## Politik

### Politische Gliederung
Die Region Centre-Val de Loire ist in sechs Départements untergliedert:
| OZ  | = Ordnungszahl des Départements | Arr.  | = Anzahl der Arrondissements  | Gem. | = Anzahl der Gemeinden |
| W   | = Wappen des Départements       | Kant. | = Anzahl der Kantone          |      |                        |
| ISO | = ISO-3166-2-Code               | G.V.  | = Anzahl der Gemeindeverbände |      |                        |

| OZ     | W                                      | Département    | Präfektur   | ISO    | Arr. | G.V. | Kant. | Gem.  | Einwohner 1. Januar 2022 | Fläche (km²) | Dichte (Einw./km²) |
| ------ | -------------------------------------- | -------------- | ----------- | ------ | ---- | ---- | ----- | ----- | ------------------------ | ------------ | ------------------ |
| 18     | Wappen des Départements Cher           | Cher           | Bourges     | FR-18  | 3    | 18   | 19    | 286   | 299.496                  | 7.234,99     | 41                 |
| 28     | Wappen des Départements Eure-et-Loir   | Eure-et-Loir   | Chartres    | FR-28  | 4    | 12   | 15    | 363   | 432.950                  | 5.879,95     | 74                 |
| 36     | Wappen des Départements Indre          | Indre          | Châteauroux | FR-36  | 4    | 15   | 13    | 241   | 216.809                  | 6.790,63     | 32                 |
| 37     | Wappen des Départements Indre-et-Loire | Indre-et-Loire | Tours       | FR-37  | 3    | 11   | 19    | 272   | 616.326                  | 6.126,70     | 101                |
| 41     | Wappen des Départements Loir-et-Cher   | Loir-et-Cher   | Blois       | FR-41  | 3    | 15   | 12    | 267   | 328.953                  | 6.343,44     | 52                 |
| 45     | Wappen des Départements Loiret         | Loiret         | Orléans     | FR-45  | 3    | 16   | 21    | 325   | 687.063                  | 6.775,23     | 101                |
| Gesamt | Gesamt                                 | Gesamt         | Gesamt      | Gesamt | 20   | 82   | 99    | 1.754 | 2.581.597                | 39.469,75    | 65                 |

|  |  |  |

### Regionalrat
Ergebnis der Wahl des Regionalrates vom 13. Dezember 2015:
- Liste François Bonneau (Union de la Gauche aus PS, PRG und EELV): 35,42 % = 364.217 Stimmen, 40 Sitze
- Liste Philippe Vigier (Union de la Droite aus LR und UDI): 34,58 % = 355.628 Stimmen, 20 Sitze
- Liste Philippe Loiseau (FN): 30,00 % = 308.432 Stimmen, 17 Sitze

## Wirtschaft
Im Jahr 2017 lag das regionale Bruttoinlandsprodukt je Einwohner, ausgedrückt nach Kaufkraftstandard, bei 87,37 Prozent des Durchschnitts der EU-28.